# Kaolinovo
Kaolinovo (en búlgaro: Каолиново) es una ciudad de Bulgaria en la provincia de Shumen.

## Geografía
Se encuentra a una altitud de 295 m s. n. m. a 400 km de la capital nacional, Sofía.

## Demografía
Según estimación 2013 contaba con una población de 1 723 habitantes.
|         | 2004  | 2005  | 2006  | 2007  | 2008  | 2009  | 2010  | 2011  | 2012 |
| Mujeres | 776   | 778   | 782   | 781   | 780   | 786   | 756   | 717   | 716  |
| Varones | 767   | 766   | 768   | 760   | 753   | 752   | 736   | 745   | 753  |
| Total   | 1 543 | 1 544 | 1 550 | 1 541 | 1 533 | 1 538 | 1 492 | 1 462 | 1469 |